# Cuveșdia
Cuveșdia – wieś w Rumunii, w okręgu Arad, w gminie Șiștarovăț. W 2011 roku liczyła 86 mieszkańców. 